# Erica mertensiana
Erica mertensiana är en ljungväxtart som beskrevs av Wendl. och Johann Friedrich Klotzsch. Erica mertensiana ingår i släktet klockljungssläktet, och familjen ljungväxter. Inga underarter finns listade i Catalogue of Life.